# 강진 조산
조산은 대한민국 전라남도 강진군 병영면에 있다. 2004년 11월 1일 강진군의 향토문화유산 제23호로 지정되었다.

## 개요
생성연대는 미상이며, 병영성의 전면이 공허하다 하여 액막이로 산을 만들었다는 설(造山)과 인근에 만덕산, 천불산, 억불산 등이 있어 전라병마절도사가 “병영 있는 이곳의 위신과 체면에 관한 일로서 그대로 묵과할 수 없다”며 이를 제압할 수 있도록 하기 위해 조산(兆山)이라 했다는 설이 있다.